# Sadżdżad Imentalab
Sadżdżad Imentalab (pers. سجاد ایمن‌طلب ;ur. 28 lipca 1998) – irański zapaśnik walczący w stylu klasycznym. Srebrny medalista mistrzostw Azji w 2023. Trzeci na MŚ U-23 w 2019 i na mistrzostwach Azji juniorów w 2018 roku.